# گورستان خرم
گورستان خرم (رومانیایی: Cimitirul Vesel) در روستای ساپانتسا در شهرستان مارامورش، واقع در ترانسیلوانی، رومانی به این دلیل شهرت دارد که سنگ قبرهایی رنگارنگ با نقاشی‌های عامیانه به شیوه‌ای بدیع و شاعرانه، صاحبان گور را با صحنه‌هایی از زندگیشان توصیف می‌کند. این گورستان شاد تبدیل به یک موزهٔ فضای باز و جاذبه توریستی ملی شده و یکی از عجایب هفتگانه رومانی است.

## بنیان‌گذار

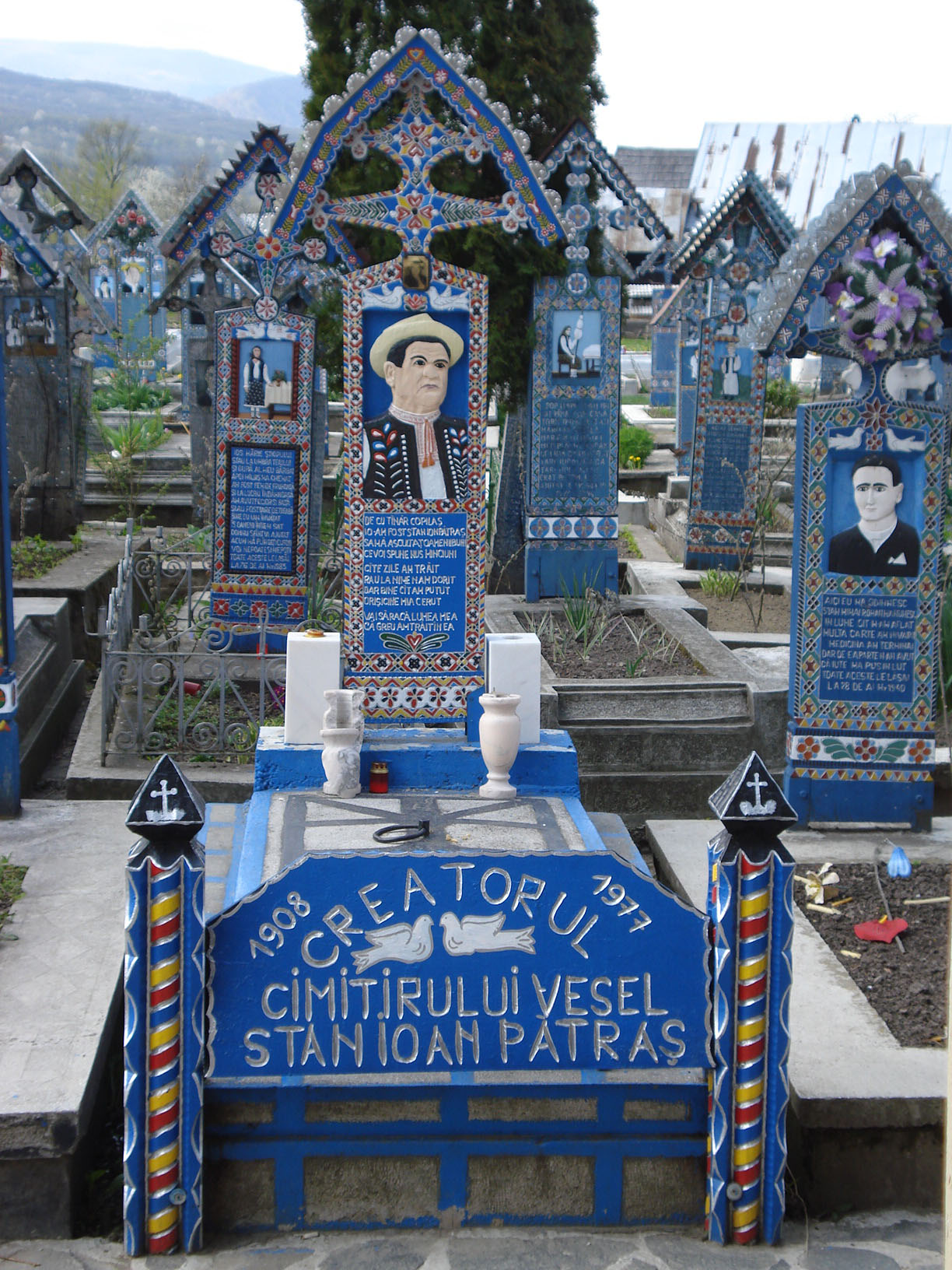
سنگ قبر یوآن پِتراش (۱۹۰۸ – ۱۹۷۷)

یوآن پِتراش، هنرمند محلی در ۱۹۳۵، اولین سنگ قبر گورستان را حکاکی کرد و تا دهه ۱۹۶۰، بیش از ۸۰۰ صلیب روی گور از چوب بلوط ساخته شد. روی سنگ قبر او نوشته شده‌است:
| متن اصلی از رومانیایی De cu tînăr copilaș Io am fost Stan Ion Pătraș Să mă ascultaț oameni buni Ce voi spune nu-s minciuni Cîte zile am trăit Rău la nime n-am dorit Dar bine cît-am putut Orișicine mia cerut Vai săraca lumea mea Că greu am trăit în ea | به فارسی از زمانیکه کودک خردی بودم نام من اِستان یوآن پِتراش بوده ای مردم خوب گوش کنید آنچه خواهم گفت کجی نیست چند روزی عمر سپراندم به احدی بدی روا نداشتم آنچه توانستم خوبی کردم به هر که مرا پرسید ای دنیای ناچیز که در آن به سختی دوران گذراندم |